# En algún lugar (álbum)
En algún lugar es el décimo álbum de estudio de la banda argentina Smitten. El disco contiene 14 composiciones que pasan por diferentes climas y velocidades, letras que abarcan desde la reflexión hasta el humor, de la ironía hasta el amor, y están producidas por Álvaro Villagra.

## Estilo
"En algún lugar" contiene 14 canciones llenas de fuerza y melodía.
Composiciones que pasan por diferentes climas y velocidades como “Bitácora", “Perdido", temas con sonido punk como en “No me van a entender", con armonías más trabajadas como su primer corte de difusión “Todas esas cosas" y otros que van por el camino del pop rock (“Locura y mentol", “Suerte").
El álbum muestra los distintos estilos por donde transita Smitten, creando un sonido propio y auténtico.
La producción y grabación del disco estuvo a cargo de Álvaro Villagra (Divididos, La Renga, Attaque 77, Pappo, etc.) en el estudio Del Abasto.

## Canciones
1. Todas esas cosas (2:40)
2. De locura y mentol (3:22)
3. Bitácora (3:27)
4. Tentación (3:07)
5. Alguna vez (3:08)
6. Suerte para dos (3:27)
7. No me van a entender (2:43)
8. Pienso en vos (3:19)
9. El sueño (3:12)
10. Así sale el sol (3:39)
11. Nada para mi, nada para vos (3:14)
12. Tu juego (3:42)
13. Rencor (4:52)
14. Perdido (3:05)

## Personal
- Paulo Funes Lorea: Guitarra y vocales
- Patricio Esteban Castelao: Guitarra y vocales
- Diego Filardo: Bajo
- Diego Taccone: Piano, órgano Hammond y sintetizadores
- Emiliano Pilaria: Batería

Invitados: 
- Dario Spiguel (Il Carlo): Cuerdas en Así sale el sol
- Maikel (Kapanga) Guitarra en Tu juego
- Álvaro Villagra: Guitarra con cuerdas de nylon en Rencor